# Saint-Germain-le-Gaillard (Eure-et-Loir)
Saint-Germain-le-Gaillard – miejscowość i gmina we Francji, w Regionie Centralnym, w departamencie Eure-et-Loir.
Według danych na rok 1990 gminę zamieszkiwały 212 osoby, a gęstość zaludnienia wynosiła 26 osób/km² (wśród 1842 gmin Regionu Centralnego Saint-Germain-le-Gaillard plasuje się na 927. miejscu pod względem liczby ludności, natomiast pod względem powierzchni na miejscu 1237.).